# Lepidophyllum quadrangulare
Lepidophyllum quadrangulare là một loài thực vật có hoa trong họ Cúc. Loài này được (Meyen) Benth. & Hook.f. mô tả khoa học đầu tiên năm 1873.